# Caboblanco
A Caboblanco 1980-as amerikai kalandos filmdráma, rendezője J. Lee Thompson, főszereplők Charles Bronson, Dominique Sanda és Jason Robards. A filmet a témája, környezete, stílusa alapján egyesek a Casablanca egyfajta feldolgozásának tartják.

## Cselekménye
|  | Alább a cselekmény részletei következnek! |

Giff Hoyt (Charles Bronson) egy kis hotel tulajdonosa a Cabo Blanco nevű kisvárosban (Peru). A második világháború után nem sokkal játszódó történetben (1948) egy exnáci kiskirály, egy korrupt rendőrtiszt, kincskeresés, árulás, szerelem és önzetlenség játsszák a főszerepet.
Egy angol kincskereső meggyilkolása után, amit balesetnek igyekszik beállítani a rendőrfőnök, egy fiatal francia nő, Marie érkezik a hotelba (Dominique Sanda). Másnap elveszik az útlevelét és ő is életveszélybe kerül, ekkor Giff úgy dönt, hogy beavatkozik az eseményekbe, mert gyanítja, hogy a domb tetején élő exnáci tiszt, Günther Beckdorff (Jason Robards) áll a háttérben, róla pedig semmi jót nem tételez fel, hiszen tudja, hogy a közelben elsüllyedt hajón lévő kincs megtalálása érdekében mindenre képes.
|  | Itt a vége a cselekmény részletezésének! |

## Fogadtatás
A filmet a kritikusok fanyalogva fogadták.
A Time Out Film Guide szerint „A Casablanca bennszülött újratálalása és leírhatatlanul ostoba”.
A Halliwell's Film Guide szerint „A Casablanca szellemtelen paródiája, amit félig befejezett negatívból foltoztak össze”.

## Fordítás
- Ez a szócikk részben vagy egészben  a   Caboblanco című angol Wikipédia-szócikk fordításán alapul.  Az eredeti cikk szerkesztőit annak laptörténete sorolja fel. Ez a jelzés csupán a megfogalmazás eredetét és a szerzői jogokat jelzi, nem szolgál a cikkben szereplő információk forrásmegjelöléseként.